# The Patsy
The Patsy (bra: O Otário; prt: Jerry 8 e 3/4) é um filme americano de comédia de 1964, escrito, dirigido e protagonizado por Jerry Lewis.

## Enredo
Um famoso comediante morre em um acidente de avião. Sua equipe, preocupada com que irá acontecer e com o destino de cada um, decide arranjar um substituto para quebrar o galho. Coincidentemente aparece, por acidente, um moço chamado Stanley Belt (Jerry Lewis), um mensageiro do hotel em que eles estavam hospedados. Decidem então fazer de Stanley uma grande estrela.
Mesmo Stanley aparentemente não qualidades e conhecimento algum de uma estrela, seus novos agentes usam a capacidade de que dispõe para treiná-lo e negociam oportunidades para ele, incluindo uma aparição no The Ed Sullivan Show. Mas, supondo que Stanley não está colaborando e levando o trabalho a sério, a equipe o abandona justo no dia da apresentação no programa. Ellen (Ina Balin), única mulher do time, se apaixonara por Stanley e é a única a ficar do seu lado.

## Elenco
- Jerry Lewis - Stanley Belt
- Everett Sloane - Caryl Fergusson
- Phil Harris - Chic Wymore
- Keenan Wynn - Harry Silver
- Peter Lorre - Morgan Heywood
- John Carradine - Bruce Alden
- Ina Balin - Ellen Betz